# 歐氏鰧
歐氏鰧（学名：Owstonia totomiensis），又名圖圖歐氏鰧、甘鯛，为赤刀魚科歐氏鰧屬下的一个种。